# Sonaguera
Sonaguera é uma cidade hondurenha do departamento de Colón.